# Херонімо Луїс де Кабрера
Херонімо Луїс де Кабрера (1528–1574) — іспанський конкістадор, ранній колоніальний губернатор більшості нинішніх північно-західних провінцій Аргентини й засновник міста Кордова.

## Біографія
Кабрера народився у Севільї, Іспанія, у 1528 році. Він та його старший брат, Педро, відпливли до віце-королівства Перу у 1538 році. Після зарахування до лав іспанської армії Херонімо зрештою отримав звання сержанта та був відряджений до колоніального центра Куско у 1549 році. У наступні роки він брав участь у багатьох військових кампаніях, серед яких придушення повстання в містах Іка та Наска.
Наприкінці 1571 року Кабрера був призначений на відповідальний пост для дослідження територій на південь від Потосі. Після цього його було призначено на посаду губернатора провінції Тукуман. Згодом він організував експедицію у складі 100 солдат та 40 фургонів з провіантом у південному напрямку від міста Сантьяго-дель-Естеро (1572). 6 липня 1573 року експедиція обрала місце на березі річки Суквія, близько 400 км на південь від Сантьяго-дель-Естеро, де й заснувала невелике поселення. Честь назвати поселення було надано Кабрері,  він дав йому ім'я на відзнаку місця народження своєї дружини — Кордова.